# Apolonia (costa norte de Creta)

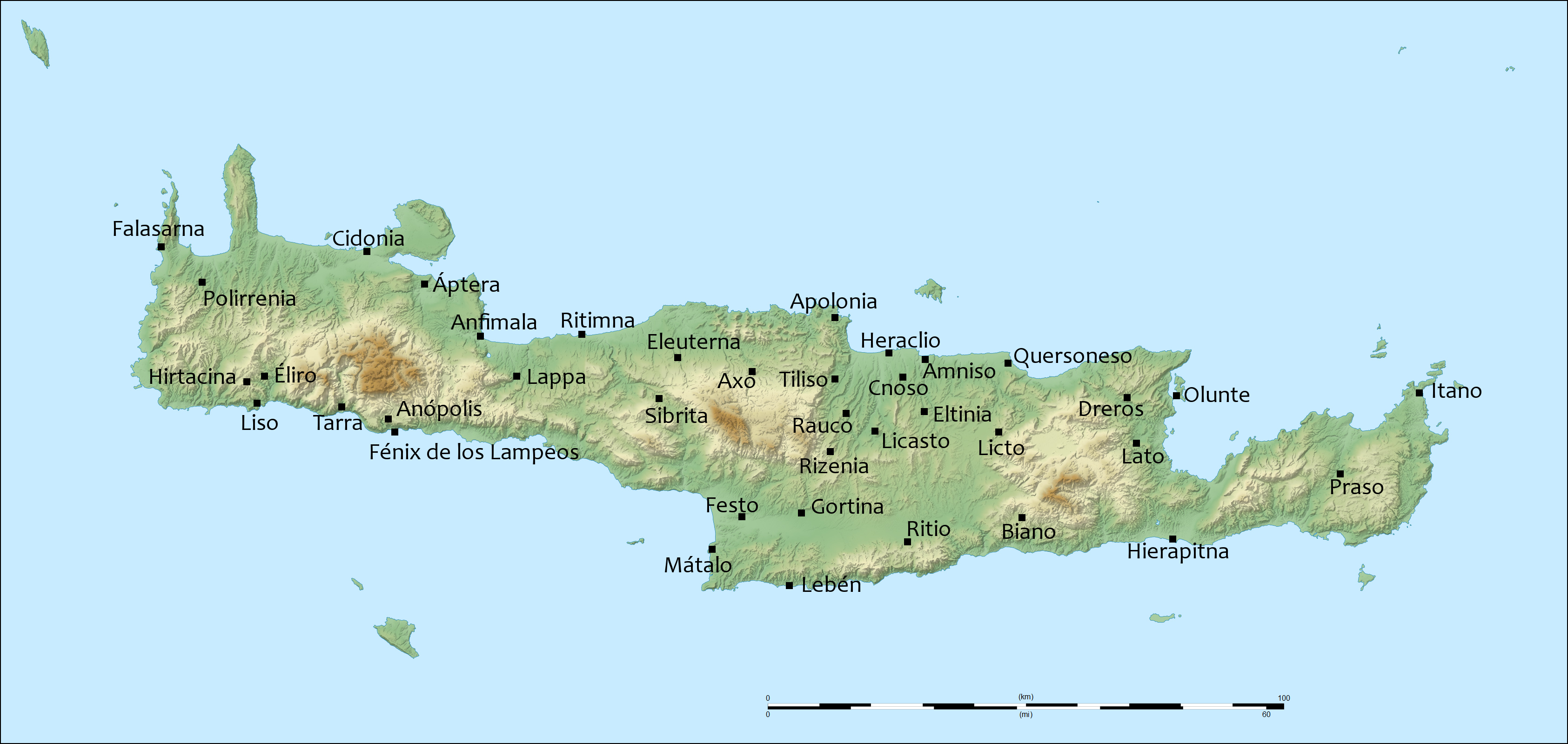
Mapa de Creta con la ubicación de algunas de las principales ciudades en los periodos clásico y helenístico donde figura la probable ubicación de Apolonia, en la costa septentrional de la isla.

Apolonia (en griego, Ἀπολλωνία o  Ἀπελλωνία) es el nombre de una antigua ciudad griega de Creta.
Es mencionada en una lista de las ciudades cretenses citadas en un decreto de Cnosos de hacia los años 259/233 a. C. así como en la lista de las ciudades cretenses que firmaron una alianza con Eumenes II de Pérgamo en el año 183 a. C.
Apolonia mantenía un tratado de amistad, de doble ciudadanía y de participación en decisiones relacionadas con la justicia con la ciudad de Cidonia cuyos términos figuraban en el templo de Zeus Ideo, pero hacia el año 170/169 a. C. los cidoniatas rompieron el pacto, ocuparon por la fuerza Apolonia, asesinaron a los hombres, saquearon la ciudad y se repartieron las tierras de cultivo.
Diversas inscripciones documentan la existencia en la Antigüedad de un santuario de Apolo. Se situaba en la costa norte de Creta, en el territorio actual de Agia Pelagia, aproximadamente a 20 km al oeste de Heraclión.
No debe confundirse con Eleuterna, otra ciudad cretense que, según Esteban de Bizancio, anteriormente se había llamado Apolonia.